# Bezzia albidorsata
Bezzia albidorsata är en tvåvingeart som beskrevs av Malloch 1915. Bezzia albidorsata ingår i släktet Bezzia och familjen svidknott. Inga underarter finns listade i Catalogue of Life.